# Ga Dụ Nghĩa
Ga Dụ Nghĩa là một nhà ga xe lửa tại xã Đại Bản quận An Dương thành phố Hải Phòng. Nhà ga là một điểm của đường sắt Hà Nội - Hải Phòng và nối với ga Phú Thái với ga Vật Cách.